# Bob Glanzer
Robert E. Glanzer (Huron, Dakota del Sur; 13 de septiembre de 1945-Sioux Falls, Dakota del Sur; 3 de abril de 2020) fue un político estadounidense que sirvió en la Cámara de Representantes de Dakota del Sur del distrito 22 de 2017 a 2020.

## Biografía
Se graduó de la Escuela Secundaria Cristiana James Valley de Huron en 1963 y luego se graduó de Tabor College. Enseñó clases de educación empresarial y entrenó deportes en Wessington Springs High School. En 1975, se convirtió en el gerente de la Feria Estatal de Dakota del Sur y se retiró de su carrera bancaria en 2012 después de 33 años.
Como Representante del Estado, estuvo en los Comités de Agricultura y Recursos Naturales y Educación, así como en el Comité Selecto de Disciplina y Expulsión.

## Muerte
Murió de COVID-19 el 3 de abril de 2020, en Sioux Falls, Dakota del Sur a los 74 años. Es la segunda persona en su familia en morir por complicaciones de COVID-19.